# لخضر رخروخ
لخضر رخروخ، مهندس وسياسي جزائري من مواليد 13 نوفمبر 1958 . وهو وزير الأشغال العمومية و المنشآت القاعدية.

## سيرة شخصية

### التكوين
لخضر رخروخ هو مهندس دولة في الهندسة المدنية بالمدرسة الوطنية المتعددة التقنيات بالجزائر العاصمة ، حصل عليه سنة 1984.

### المسار المهني
بعد تخرجه، عمل لخضر رخروخ من 1985 إلى 1989 كمهندس ضمن مجموعة كوسيدر . ثم شغل منصب المدير الفني لمشروع مترو الجزائر من 1989 إلى 1992.
وفي عام 1993، أصبح مديراً مركزياً مسؤولاً عن البنية التحتية ضمن نفس المجموعة، ثم مديراً للأشغال العمومية في عام 1994. ومن عام 1995 إلى عام 1999، ترأس شركة البناء التابعة لشركة Cosider.
وفي عام 2002، تم تعيين لخضر رخروخ مديرا تنفيذيا للمجموعة  ، وهو المنصب الذي ظل يشغله حتى عام 2022. خلال ولايته التي دامت عشرين عاما على رأس الشركة، ساهم في إنجاز العديد من مشاريع البنية التحتية في الجزائر.

### الحياة السياسية
وفي سبتمبر 2022، تم تعيين لخضر رخروخ وزيرا للأشغال العمومية والري و المنشآت القاعدية في الجزائر. وشغل هذا المنصب حتى مارس 2023، عندما تم استبداله كرئيس لقسم الري بطه دربال .

### امتياز
وفي ديسمبر 2021، حصل لخضر رخروخ على وسام الاستحقاق الوطني من رتبة “العشير”.